# Hyrum, Utah
Hyrum, Utah (енгл. Hyrum) град је у америчкој савезној држави Јута.

## Демографија
По попису из 2010. године број становника је 7.609, што је 1.293 (20,5%) становника више него 2000. године.
| Група             | 2000.         | 2010.         |
| Белци             | 5.316 (84,2%) | 6.065 (79,7%) |
| Афроамериканци    | 12 (0,2%)     | 24 (0,3%)     |
| Азијати           | 11 (0,2%)     | 34 (0,4%)     |
| Хиспаноамериканци | 851 (13,5%)   | 1.332 (17,5%) |
| Укупно            | 6.316         | 7.609         |